# SEG 104
Die SEG 104 ist eine sechsachsige Malletlokomotive für 1000 mm Spurweite. Sie verkehrte von 1925 bis 1967 auf der Bahnstrecke Zell–Todtnau und ist heute (2019) bei der Museumsbahn Blonay–Chamby erhalten. Die Lokomotive trägt den Beinamen Zell.

## Geschichte
Als auf der meterspurigen Schmalspurbahn Zell–Todtnau der Rollwagenverkehr bis Todtnau eingeführt werden sollte, wurde dafür eine starke Lokomotive benötigt. Als Basis wurde die Bayerische Gts 2×3/3 aus dem Jahr 1917 verwendet.
Die neue Lokomotive wurde 1925 als Nachbau bei der Hanomag unter der Fabriknummer 10437 gefertigt. Mit dieser starken Lokomotive konnte auf der steigungsreichen Schmalspurbahn in Baden der Rollbockverkehr abgewickelt werden. in der Zeit vor dem Zweiten Weltkrieg waren Betriebe der verarbeitenden Industrie und des Bergbaus zu beliefern. Der Spitzenwert der zu befördernden Güter betrug 1938 40.178 Tonnen.
Dieser Wert wurde nach dem Krieg nie wieder erreicht. Es stellte sich im Laufe der Jahre die Frage der Wirtschaftlichkeit für die Lokomotive. Dennoch waren die Dampflokomotiven bis zum Ende des Betriebes auf der Schmalspurbahn im Einsatz, auch wenn sie in den 1960er Jahren nicht mehr regelmäßig verwendet wurden. Ein Ersatz durch Diesellokomotiven wurde nicht erwogen, da bei der Leistung von 585 PS der SEG 104 eine Verdieselung keine Leistungssteigerung gebracht hätte. 1966 war der Güterverkehr so gering, dass ihn ein Triebwagen erledigen konnte.
Die Malletlokomotive hatte im Betrieb eine Popularität erlangt, dass sie bei Betriebseinstellung 1967 an die Museumsbahn Blonay–Chamby verkauft werden konnte. Dort war sie ab der Jahrtausendwende nicht mehr im Einsatz. 2018 startete ein Projekt zum betriebsfähigen Wiederaufbau der Schmalspurlok.

### Albtalbahn 12s
Eine weitgehend baugleiche Lokomotive wurde 1928 unter der Fabriknummer 10570 für die Albtalbahn gefertigt. Sie erhielt die Betriebsnummer 12s. Für die dortigen Strecken war sie mit 9 t Achslast zu schwer und wurde nur selten verwendet. 1934 wurde sie an die Brohltalbahn verkauft, wo sie als Nr. II bezeichnet wurde. Da sie steilstreckentauglich war, trug sie dazu bei, den aufwändigen Zahnradbetrieb aufzugeben. 1957 wurde sie ausgemustert und verschrottet.

## Konstruktion
Obwohl die SEG 104 ein Nachbau der bayerischen Gts 2×3/3 ist, bestehen in der konstruktiven Ausführung einige Unterschiede. Sie ist als Nassdampflokomotive entstanden und hat gegenüber der Entwicklung von Henschel andere Abmessungen. Die Wasservorräte wurden gegenüber der bayerischen Schmalspurlok auf 6 m³ vergrößert. Geringe Unterschiede gibt es bei den Gewichten und Abmaßen. Die Dampfmaschine zeigt bis auf den Überhitzer die gleichen Parameter auf.
Ursprünglich war die Lokomotive mit einer Saugluftbremse ausgerüstet. Die Druckluftbremse erhielt sie erst bei der Museumsbahn Blonay–Chamby.